# Lincoln Wolfenstein
Lincoln Wolfenstein (Cleveland, 10 de fevereiro de 1923 – Oakland, Califórnia, 27 de março de 2015) foi um físico estadunidense.
Especialista em física de partículas, estuda a interação fraca. Wolfenstein nasceu em 1923 e obteve o doutorado em 1949 na Universidade de Chicago. Aposentou-se na Universidade Carnegie Mellon em 2000, após ter sido membro da faculdade durante 52 anos, mas ainda leciona lá ocasionalmente. Apesar de ter-se retirado, continua a ir trabalhar quase todos os dias.
Wolfenstein é um fenomenologista de partículas, um teorista que foca primariamente na conexão da física teórica com observações experimentais. Em 1978 ele observou que a presença de elétrons na matéria da terra e do sol pode afetar a propagação de neutrinos. Este trabalho levou ao eventual entendimento do efeito Mikheyev-Smirnov-Wolfenstein (efeito MSW), que age melhorando a oscilação de neutrinos na matéria. Wolfenstein recebeu em 2005 o Prêmio Bruno Pontecorvo do Conselho Científico do Instituto Unificado de Pesquisa Nuclear (Joint Institute for Nuclear Research - JINR), por seu trabalho pioneiro sobre o efeito MSW.
Em 1992 Wolfenstein foi laureado com o Prêmio Sakurai da American Physical Society, "por suas diversas contribuições à teoria das interações fracas, particularmente a violação da simetria CP e as propriedades dos neutrinos".